# Zygmunt Kapalski
Zygmunt Kapalski (ur. 2 maja 1899 w Częstochowie, zm. 25 sierpnia 1948 tamże) – polski wojskowy, urzędnik państwowy i samorządowy, starosta powiatu częstochowskiego.

## Życiorys
Zygmunt Kapalski urodził się 2 maja 1899 roku w Częstochowie. Był synem ślusarza Ignacego i Leokadii z Ziębińskich. Ukończył gimnazjum w Częstochowie. Następnie walczył I wojnie światowej jako żołnierz Legionów Polskich.
W 1923 roku zatrudnił się w Ministerstwie Wyznań Religijnych i Oświecenia Publicznego, a następnie w Szkole Głównej Gospodarstwa Wiejskiego w Warszawie.
Od 1942 roku w należał do warszawskich komórek ZWZ/AK w randze kapitana. W 1943 roku został aresztowany i osadzony w więzieniu Pawiak, po uwolnieniu ukrywał się do przejścia frontu.
Po zakończeniu wojny wszedł do Centralnego Komitetu Wykonawczego Polskiej Partii Socjalistycznej i z jej ramienia w czerwcu 1946 roku był delegatem referendalnym w okręgu gdańskim. Po referendum pracował w Komendzie Wojewódzkiej Milicji Obywatelskiej w Katowicach, a w sierpniu 1947 roku powrócił do Częstochowy i 3 października objął stanowisko starosty powiatowego. W 1948 roku otrzymał wyróżnienie od wojewody kieleckiego za inwestycje drogowe na terenie podległego mu powiatu.
Zmarł 25 sierpnia 1948 roku w Częstochowie i został pochowany na Cmentarzu Kule (sektor 10-PD-12).

## Życie prywatne
Żonaty z Marią z Kurzelów (1911–1949), prawdopodobnie nie miał dzieci.

## Ordery i odznaczenia
- Krzyż Niepodległości (15 kwietnia 1932)[2]
- Krzyż Walecznych